# Ситно Доње
Ситно Доње је насељено мјесто у Далмацији. Припада граду Шибенику, у Шибенско-книнској жупанији, Република Хрватска.

## Географија
Ситно Доње се налази око 23 км југоисточно од Шибеника. Насеље обухвата жељезничку станицу Перковић, дијелови насеља су још и Доњи Јанкелићи, Доње Чатрње, Горње Чатрње, Кунчићи, Ракићи, Пражени, Лучићи, Арамбашићи, Врањићи, Илићи, Серајлићи. У близини насеља пролази ауто-пут Загреб-Сплит.

## Становништво
Према попису становништва из 2011. године, насеље Ситно Доње је имало 561 становника.
| Демографија | Демографија | Демографија |
| Година      | Становника  | Становника  |
| ----------- | ----------- | ----------- |
| 1971.       | 726         |             |
| 1981.       | 693         |             |
| 1991.       | 694         |             |
| 2001.       | 627         |             |
| 2011.       |             | 561         |

## Попис1991.
На попису становништва 1991. године, насељено место Ситно Доње је имало 694 становника, следећег националног састава:
| Попис 1991.‍  | Попис 1991.‍  | Попис 1991.‍ | Попис 1991.‍ | Попис 1991.‍ |
| ------------ | ------------ | ----------- | ----------- | ----------- |
|              |              |             |             |             |
| Хрвати       | Хрвати       |             | 680         | 97,98%      |
| Срби         | Срби         |             | 2           | 0,28%       |
| неопредељени | неопредељени |             | 1           | 0,14%       |
| непознато    | непознато    |             | 11          | 1,58%       |
| укупно: 694  |              |             |             |             |